# Torymus chaubattiensis
Torymus chaubattiensis är en stekelart som beskrevs av Bhatnagar 1952. Torymus chaubattiensis ingår i släktet Torymus och familjen gallglanssteklar.
Artens utbredningsområde är Ukraina. Inga underarter finns listade i Catalogue of Life.